# 1996년 한화 이글스 시즌
1996년 한화 이글스 시즌은 한화 이글스가 KBO 리그에 참가한 3번째 시즌으로, 빙그레 이글스 시절까지 합하면 11번째 시즌이다. 강병철 감독이 팀을 이끈 3번째 시즌이며, 장종훈이 주장을 맡았다. 팀은 2위 싸움 끝에 8팀 중 정규시즌 3위에 오르며 포스트시즌에 진출했다. 그러나 준플레이오프에서 현대 유니콘스를 상대로 1차전 대패를 포함해 2경기 2패를 기록하며 스윕을 당해 탈락했다. 이후 현대가 한국시리즈 준우승을 달성하여 한화의 최종 순위는 4위가 되었는데 신인이 주전을 형성한 데다 대부분 신인으로 구성된 내야진의 경험부족 등이 컸다.
한편, 정민철이 9월 1일 사직 롯데 더블헤더 2차전 1실점 완투승으로 연속 시즌 두자릿수 선발승 타이(5년 연속)(이 해 13선발승으로 마감)(92~95년 모두 13선발승)(김시진(83년 14선발승 84년 15선발승 85년 21선발승 86년 16선발승 87년 21선발승)과 공동) 기록을 세웠고 다음 해인 1997년 8월 17일 청주 해태전 선발승으로  두자릿수 선발승 신기록(6년 연속)을 달성했으며(이 해 14선발승으로 마감) 그 이후 1998년(10선발승) 1999년(17선발승)까지 8년 연속 두자릿수 선발승을 기록했으나 이 기록은 뒷날 장원준(2008년 12선발승, 2009년 13선발승, 2010년 12선발승, 2011년 14선발승, 2014년 10선발승, 2015년 12선발승, 2016년 15선발승)에 의해 타이가 됐지만 정민철은 단일 팀 위주로 기록했다.

## 정규시즌 2위 쟁탈전
- 순위 : 팀 (승률, 게임차)
- 2위 : 쌍방울 (0.563, 3.0)
- 3위 : 한화 (0.560, 3.5)
- 4위 : 현대 (0.552, 4.5)

## 타이틀
- KBO MVP: 구대성
- KBO 골든글러브: 구대성 (투수)
- 매직글러브: 구대성 (투수)
- 올스타전 추천선수: 구대성, 정민철, 조경택
- 컴투스프로야구2022 타이틀홀더 라인업: 구대성 (마무리투수)
- 컴투스프로야구 내일은 MVP 라인업: 구대성 (마무리투수)
- 컴투스프로야구 90년대 올스타: 구대성 (마무리투수)
- 선발등판: 송진우 (30)
- 마무리등판: 구대성 (47)
- 완봉: 정민철 (4)
- 다승: 구대성 (18)(2선발승)
- 이닝: 정민철 (219.2)
- 상대한 타자 수: 송진우 (885)
- 평균자책점: 구대성 (1.88)
- 승률: 구대성 (0.857)
- 세이브포인트: 구대성 (40)

### 퓨처스리그
- 북부리그 타율: 김대헌 (0.362)
- 북부리그 완투: 이은승 (3)
- 다승: 공용우 (9)
- 북부리그 세이브: 공용우, 이은승 (4)
- 북부리그 이닝: 공용우 (92)
- 북부리그 탈삼진: 이은승 (81)
- 평균자책점: 나성열 (1.57)

## 선수단
- 선발투수 : 정민철, 송진우, 이상목, 한용덕, 이상군
- 구원투수 : 김민태, 나성열, 강봉수, 신재웅, 김성한, 박은진, 이은승, 이상열
- 마무리투수 : 구대성, 지연규, 최호원, 김재성, 정영환
- 포수 : 조경택, 강인권, 정진식
- 1루수 : 장종훈, 권오영
- 2루수 : 임수민, 김용선
- 유격수 : 정경훈, 김주성, 김승권, 허준
- 3루수 : 홍원기, 이민호, 황대연
- 좌익수 : 정영규, 김수연, 신진수
- 중견수 : 이영우, 임주택, 박지상
- 우익수 : 송지만, 고기성
- 지명타자 : 강석천, 이강돈, 김정윤, 박상현, 조효상, 김대헌, 오중석, 김영진

## 여담
- 홈구장인 한밭종합운동장 야구장의 천연 잔디를 애스트로 터프로 교체했다.
- 구대성은 K/9 11.85로 KBO 리그 역대 단일 시즌 9이닝 당 최다 탈삼진 기록을 세웠다.
- 한화 이글스 2군은 창단 첫 KBO 퓨처스리그 우승을 차지했다.
- 구대성은 다승, 평균자책점, 세이브포인트, 승률 1위에 올라 KBO 리그 역대 최초로 투수 4관왕을 달성했다.
- 이 시즌 팀은 보크를 한 번도 저지르지 않았다.
- KBO 퓨처스리그에서 나성열은 평균자책점 1위, 공용우는 다승 1위에 오르면서 KBO 퓨처스리그 사상 최초로 투수 부문을 한 팀이 싹쓸이하게 되었다. 1990년 쌍방울 레이더스, 1992년 롯데 자이언츠, 1993년 OB 베어스가 앞서 KBO 퓨처스리그 다승 1위와 평균자책점 1위를 동시 배출한 바 있지만, KBO 퓨처스리그에러 타이틀 홀더를 지정해 수상한 것은 1995년부터이기 때문이다.

## 같이 보기
- 1997년 한화 이글스 시즌